# رسم بياني معرفي
الرسم البياني المعرفي هو موقع ويب من نوع قاعدة بيانات على النت وويكي دلالية ‏ وتنقيب في البيانات ووسائط ورسم معرفي وقاعدة معرفة أنشئ في 2012، الموقع ملك جوجل.

## وصلات خارجية
- الموقع الرسمي